# 콘트로구에라
콘트로구에라(이탈리아어: Controguerra)는 이탈리아 아브루초주 테라모도에 위치한 코무네다.

## 콘트로구에라 DOC
콘트로구에라는 데노미나치오네 디 오리지네 콘트롤라타에서 코무네 근처에 있는 계곡과 언덕에서 포도주를 만드는 곳이라고 언급이 된다. 이지역은 레드,화이트, 파시토, 스파클링 와인 같은 여러 종료의 와인들을 생산한다. 이 지대의 와인용 포도밭은 14톤/헥타르로 제한되어있다.

## 자매 도시
- 폴란드 포우친즈드루이
- 독일 템플린